# Leontxo García Olasagasti
Leontxo García Olasagasti (basc: Leontxo Olasagasti Gartzia)  (Irun, 12 de febrer de 1956) és un conferenciant, presentador, comentarista i periodista basc especialitzat en escacs.

## Biografia
Leontxo García va arribar al món dels escacs relativament tard: va aprendre a jugar al col·legi, quan tenia 13 anys, però no va ser fins als disset quan va començar a jugar de debò.
El 1975, amb 19 anys, es va convertir en campió absolut de Guipúscoa. Sis anys més tard, el 1981, va assolir el títol de Mestre FIDE. Més tard va aconseguir dues normes de Mestre Internacional. Tot apuntava que es consagraria a jugar als escacs. Però el 1983 el diari Deia el va proposar com a enviat especial en els enfrontaments Kaspàrov-Kortxnoi i Smyslov-Ribli (a Londres). Llavors va descobrir que la seva vocació pel periodisme era encara més forta que la de jugador. Poc després va deixar de participar en competicions d'escacs.
De Deia, Leontxo va passar a l'Agence France-Presse, l'Agencia EFE i La Gaceta del Norte. Després va treballar per la Cadena SER i, finalment, per al diari El País: el 1985 va ser enviat especial durant dos mesos i mig pel segon enfronatment Kaspàrov-Kàrpov, a Moscou i ara té una columna diària en aquest diari; i per a Ràdio Nacional d'Espanya (1986). Aquests anys també va col·laborar amb altres mitjans, com ara Radio Moscou, la desapareguda revista El Globo i, més tard, el diari argentí La Prensa.
Durant el Mundial Kaspàrov-Kàrpov de Sevilla 1987 va presentar diàriament 50 programes especials a TVE.
Leontxo va dirigir durant deu anys (1991-2001) la revista Jaque i ha donat conferències d'escacs en nombrosos països.
Va dirigir i presentar la sèrie En Jaque, de 39 programes, emesa per TVE (1990-1991), i va produir amb Kaspàrov la col·lecció La pasión del ajedrez, que contenia 64 fascicles i 25 vídeos, a l'Editorial Salvat (1998-1999).
Monitor d'escacs del Govern Basc (1985), té experiència com a entrenador de nens i ha impartit cursos d'escacs de postgrau a mestres d'escola.
Ha retransmès en múltiples ocasions els comentaris escaquístics en els més importants torneigs internacionals, com el de Ciutat de Linares, Final de Mestres del Grand Slam (Bilbao, Xangai i São Paulo), Campionat del Món, etc. Però la seva tasca periodística no es limita al joc-ciència; va ser un enviat especial de El País en els Jocs Olímpics d'Estiu de 2000; va produir i presentar la sèrie Destino Atenas sobre els 28 esports olímpics a Radio Nacional (2004) i va escriure un llibre sobre Radomir Antić. També escriu sobre política internacional. La seva segona especialitat esportiva és el handbol, i ha cobert diversos Campionats del Món i d'Europa per a El País, Radio Nacional i l'agència Colpisa.
Des del 2007 Leontxo va tenir una secció fixa (els diumenges, a les 09.20) en el popular programa No es un día cualquiera, amb Pepa Fernández, de Radio 1 (RNE). El 2014 ha començat la seva col·laboració amb el programa A vivir que son dos días que la Cadena SER emet els caps de setmana.
Propagandista infatigable dels escacs, Leontxo impulsa l'ensenyament d'aquest joc tant als nens —a les escoles espanyoles i d'altres països— com als adults. «L'exercici regular dels escacs millora l'envelliment cerebral i fins i tot podria ser útil per a prevenir l'Alzheimer i altres demències senils», va dir al respecte.
Leontxo opina que a Espanya cal un Nadal dels escacs: «És el país amb més torneigs internacionals, un centenar. A més de mil col·legis es fan classes d'escacs com a activitat extraescolar ... però manca un campió. Vallejo ho ha pogut ser però li ha faltat dedicació. Jo tinc confiança en el gallec Iván Salgado, de 19 anys, subcampió mundial júnior. Ja ho veurem». El millor escaquista de tots els temps? «El més complet ha estat Kaspàrov, pel seu talent, treball i energia», considera Leontxo. «Quan s'asseia en el tauler els seus rivals tenien la sensació de lluitar contra una força de la naturalesa».

## Premis i distincions
- Campió absolut de Guipúscoa 1975.
- Premi a la millor cobertura del Campionat del Món de 1986 a Leningrad (Sant Petersburg), atorgat pel Comité d'Esports de l'URSS.[1]
- Premi de la Universitat d'Oviedo als 39 programes de la sèrie En Jaque, de TVE (1990-91), «per la seva excepcional difusió de la cultura».[1]
- Inclusió el 1999 en el Libro de Oro de la Federación Internacional (FIDE) «per la seva excepcional contribució al desenvolupament dels escacs».[1]
- I Premi Nacional d'Escacs 2008, per la seva difusió dels escacs l'any anterior[5]
- Medalla al Mèrit Esportiu 2011 del Consejo Superior de Deportes d'Espanya.
- Premi al millor periodista d'escacs d'Europa.[6]

## Llibres
- Magistral Ciudad de León, 20 años de ajedrez, coautor, juntament amb el Gran Mestre paraguaià Zenón Franco Ocampos, Editorial MIC, 2008
- Radomir Antić: Jaque a la liga, Plaza y Janés, 1996. El entrenador de futbol revela els seus mètodes d'entrenament, com va revolucionar l'Atlètic de Madrid i mostra part de la seva vida trepidant.
- Ajedrez y ciencia, pasiones mezcladas, Crítica, 2013[7][8]